# Kai-Uwe Hellmann
Kai-Uwe Hellmann (* 17. Februar 1962 in Walsrode) ist ein deutscher Soziologe und Konsumforscher.

## Leben
Hellmann wuchs in Darmstadt, Hamburg und Baden-Baden auf. Er studierte von 1982 bis 1989 Philosophie und Politikwissenschaften in Hamburg, Tübingen, Frankfurt am Main und Berlin. Von 1994 bis 1995 hatte er eine Lehrverpflichtung an der Fachhochschule Neubrandenburg inne. 1995 wurde er in Soziologie an der Freien Universität Berlin mit der Dissertation Systemtheorie und neue soziale Bewegungen. Identitätsprobleme in der Risikogesellschaft zum Dr. phil. promoviert.
Danach lehrte er an der Fachhochschule Erfurt und der Universität Leipzig. 2003 habilitierte er sich in Soziologie an der Otto-von-Guericke-Universität Magdeburg mit der Arbeit Soziologie der Marke. Von 2003 bis 2006 vertrat er Professuren an der Gesamthochschule Essen und der Universität Leipzig. 2006 begründete er das Institut für Konsum- und Markenforschung (IKM) in Berlin. 2007 folgte die Umhabilitation und die Privatdozentur am Institut für Soziologie der Technischen Universität Berlin. 2010 übernahm er eine Vertretungsprofessur am Lehrstuhl für Soziologie der Helmut-Schmidt-Universität der Bundeswehr in Hamburg. Als Teil einer Veranstaltungsagentur entwickelt und begleitet er Barcamps, beispielsweise zur Corporate Social Responsibility (CSR).
Seine Forschungsschwerpunkte sind u. a. Wirtschafts- und Konsumsoziologie sowie Gesellschaftstheorie. Er veröffentlichte zahlreiche Beiträge zur Konsum- und Markenforschung. Außerdem ist er gemeinsam mit Dominik Schrage Herausgeber der Reihe Konsumsoziologie und Massenkultur bei Springer VS. Hellmann ist Mitglied der Arbeitsgruppe „Wirtschaftsphilosophie und Ethik“ der Deutschen Gesellschaft für Philosophie. Dank seiner These vom Verschwinden manifester funktionaler Differenzierungen und einem zunehmenden „Hybridisierungsprozess“ angesichts der Digitalisierung, findet er auch als Systemtheoretiker Erwähnung.

## Schriften (Auswahl)

### Monografien
- Systemtheorie und neue soziale Bewegungen. Identitätsprobleme in der Risikogesellschaft. Westdeutscher Verlag, Opladen 1996, ISBN 3-531-12781-0.
- Soziologie der Marke. Suhrkamp, Frankfurt am Main 2003, ISBN 3-518-29279-X.
- Fetische des Konsums. Studien zur Soziologie der Marke (= Konsumsoziologie und Massenkultur). VS Verlag für Sozialwissenschaften, Wiesbaden 2011, ISBN 978-3-531-16933-0.
- Der Konsum der Gesellschaft. Studien zur Soziologie des Konsums (= Konsumsoziologie und Massenkultur). Springer VS, Wiesbaden 2013, ISBN 978-3-658-02892-3.
- Mit Cornelia Fedtke, Jan Hörmann: Migration und Militär. Zur Integration deutscher Soldaten mit Migrationshintergrund in der Bundeswehr. Hartmann, Miles-Verlag, Berlin 2013, ISBN 978-3-937885-72-8.

### Herausgeberschaften
- Mit Ansgar Klein, Ingo Braun, Christiane Schroeder: Kunst, Symbolik und Politik. Die Reichstagsverhüllung als Denkanstoß. Leske + Budrich, Opladen 1995, ISBN 3-8100-1507-5.
- Mit Arne Klein: „Unendliche Weiten ...“ − Star Trek zwischen Unterhaltung und Utopie. Fischer Taschenbuch Verlag, Frankfurt am Main 1997, ISBN 3-596-13579-6.
- Paradigmen der Bewegungsforschung. Entstehung und Entwicklung von neuen sozialen Bewegungen und Rechtsextremismus. Westdeutscher Verlag, Opladen u. a. 1998, ISBN 3-531-13250-4.
- Mit Rainer Schmalz-Bruns: Theorie der Politik. Niklas Luhmanns politische Soziologie. Suhrkamp, Frankfurt am Main 2002, ISBN 3-518-29183-1.
- Mit Karsten Fischer, Harald Bluhm: Das System der Politik. Niklas Luhmanns politische Theorie. Westdeutscher Verlag, Wiesbaden 2003, ISBN 3-531-13692-5.
- Mit Dominik Schrage: Konsum der Werbung. Zur Produktion und Rezeption von Sinn in der kommerziellen Kultur (= Konsumsoziologie und Massenkultur). VS Verlag für Sozialwissenschaften, Wiesbaden 2004, ISBN 3-8100-4203-X.
- Mit Dominik Schrage: Das Management der Kunden. Studien zur Soziologie des Shopping. VS Verlag für Sozialwissenschaften, Wiesbaden 2005, ISBN 3-531-14571-1.
- Mit Rüdiger Pichler: Ausweitung der Markenzone. Interdisziplinäre Zugänge zur Erforschung des Markenwesens (= Konsumsoziologie und Massenkultur). VS Verlag für Sozialwissenschaften, Wiesbaden 2005, ISBN 3-531-14746-3.
- Mit Guido Zurstiege: Räume des Konsums. Über den Funktionswandel von Räumlichkeit im Zeitalter des Konsumismus. VS Verlag für Sozialwissenschaften, Wiesbaden 2008, ISBN 978-3-531-15203-5.
- Mit Birgit Blättel-Mink: Prosumer revisited. Zur Aktualität einer Debatte (= Konsumsoziologie und Massenkultur). VS Verlag für Sozialwissenschaften, Wiesbaden 2010, ISBN 978-3-531-16935-4.
- Mit Thorsten Raabe: Vergemeinschaftung in der Volkswagenwelt. Beiträge zur Brand-Community-Forschung (= Konsumsoziologie und Massenkultur). VS Verlag für Sozialwissenschaften, Wiesbaden 2011, ISBN 978-3-531-17899-8.